# Топ-оф-те-Ворлд (Аризона)
Топ-оф-те-Ворлд (англ. Top-of-the-World) — переписна місцевість (CDP) в США, в округах Гіла і Пінал штату Аризона. Населення — 189 осіб (2020).

## Географія
Топ-оф-те-Ворлд розташований за координатами 33°20′52″ пн. ш. 110°59′59″ зх. д. / 33.34778° пн. ш. 110.99972° зх. д. (33.347668, -110.999724).  За даними Бюро перепису населення США в 2010 році переписна місцевість мала площу 15,70 км², уся площа — суходіл.

## Демографія
Згідно з переписом 2010 року, у переписній місцевості мешкала 231 особа в 120 домогосподарствах у складі 67 родин. Густота населення становила 15 осіб/км².  Було 173 помешкання (11/км²).
Расовий склад населення:
| - 91,3 % — білих - 0,4 % — корінних американців - 0,4 % — чорних або афроамериканців - 4,3 % — осіб інших рас |

До двох чи більше рас належало 3,5 %. Частка іспаномовних становила 17,3 % від усіх жителів.
За віковим діапазоном населення розподілялося таким чином: 9,1 % — особи молодші 18 років, 63,2 % — особи у віці 18—64 років, 27,7 % — особи у віці 65 років та старші. Медіана віку мешканця становила 54,9 року. На 100 осіб жіночої статі у переписній місцевості припадало 100,9 чоловіків;  на 100 жінок у віці від 18 років та старших — 98,1 чоловіків також старших 18 років.
Середній дохід на одне домашнє господарство  становив 65 019 доларів США (медіана — 77 689), а середній дохід на одну сім'ю — 65 791 долар (медіана — 54 653). За межею бідності перебувало 9,2 % осіб, у тому числі 0,0 % дітей у віці до 18 років та 0,0 % осіб у віці 65 років та старших.
Цивільне працевлаштоване населення становило 99 осіб. Основні галузі зайнятості: роздрібна торгівля — 54,5 %, сільське господарство, лісництво, риболовля — 24,2 %, освіта, охорона здоров'я та соціальна допомога — 15,2 %.